# 三菱・ピスタチオ
ピスタチオ（Pistachio）は、三菱自動車工業が製造・販売していたハッチバック型乗用小型自動車である。

## 概要
1999年（平成11年）12月、積極的に環境保全に取り組んでいる自治体および公益企業などの法人のみを対象に、50台が限定販売された。当時市場で好評を博していた軽自動車のミニカをベースに、環境に対する取り組みを積極的にアピールするため、当時最先端の低燃費技術を導入し、GDIの将来性及び可能性を具体化した超低燃費車として開発された。
ミニカの3ドアハッチバック（GF-H42A）をベースに、排気量1,094 ccの4A31型 直列4気筒DOHC16バルブGDIエンジンを搭載し、アイドリングストップシステム（ASG）を備える。トランスミッションは5速MTのみ設定された。10・15モード燃費は30.0 km/L。
主な装備はエアコン、電動パワーステアリング、パワーウィンドウなど必要最低限であるが、SRSエアバッグを搭載している。タイヤとホイールに関しては軽量化やバネ下重量軽減のため、サイズが135/80R13（70S）のラジアルタイヤ（H40型系ミニカにも採用グレードあり）、およびENKEI製13インチアルミホイールを採用している。また細かいところでは当時のミニカと異なりマルチリフレクターヘッドランプが標準で装備され（のちにミニカにも順次採用）、リアコンビネーションレンズのターンランプ部分がアンバーからホワイトに変更されている。
50台という生産台数は、2025年（令和7年）現在でも三菱車としては歴代最少であるが、実際は概ね40台程度しか生産・販売（出荷）されなかったという。

## 歴史
- 1999年（平成11年）
  - 12月6日 - 製造開始。
  - 12月22日 - 発表、および販売開始。
- 2000年（平成12年）
  - 2月25日 - 製造・出荷完了。
  - 3月31日 - 販売終了。

## 車名の由来
ナッツ類のピスタチオから。車体色もピスタチオをイメージしたツートンカラー（シトロンイエローとロアールグリーン）のみである。